# Терезианская академия
Терезианская военная академия (нем. Die Theresianische Militärakademie) сокр. Термилак (нем. TherMilAk) — единственное австрийское учебное заведение по подготовке офицерского состава. Находится в Винер-Нойштадтском замке.

## История
Основана как офицерское училище императрицей Марией Терезией, которая сказала, обращаясь к первому коменданту академии фельдмаршалу Леопольду Йозефу Дауну: «Воспитайте мне здесь умелых и честных офицеров». Была открыта 14 декабря 1751 года и является старейшим военным учебным заведением в мире. Её особенностью было то, что каждый год в неё принималось равное количество представителей дворянства и буржуазии — по 100 человек. До 1918 года здесь проходило обучение офицеров австро-венгерской армии.
Училище было преобразовано в академию в 1769 году после объединения с кадетским корпусом. В 1771 году фельдмаршал-лейтенант Иоганн Георг Карл фон Ханниг разработал регулярный учебный план академии, а в 1775 году Мария Терезия утвердила её устав. Срок обучения составлял тогда одиннадцать лет, со временем сократившись до трех.
В венском военно-историческом музее экспонируется вымпел с первого знамени академии, который Мария Терезия закончила вышивать перед самой смертью. Под вымпелом расположены две картины академического учителя рисования Бернарда Альбрехта, написанные между 1785 и 1793 годами и выполненные гуашью («Учебная стрельба из мортир» и «Обучение балансированию»).
Дольше всех, 44 года (в 1805-49 годах), академию возглавлял Иоганн Австрийский.
Ярослав Гашек упомянул академию в романе «Похождения бравого солдата Швейка»:

Ученик юнкерского училища Дауэрлинг не успевал даже в тех предметах, которые каждый из учеников юнкерского училища так или иначе усваивал. И в юнкерском училище давали себя знать последствия того, что в детстве Дауэрлинг ушиб себе голову. Об этом несчастье ясно говорили ответы на экзаменах, которые по своей непроходимой глупости считались классическими. Преподаватели не называли его иначе, как «unser braver Trottel». Его глупость была настолько ослепительна, что были все основания надеяться — через несколько десятилетий он попадет в Терезианскую военную академию или в военное министерство.
После провозглашения республики академия переехала в Энс, но в 1934 году вернулась в Винер-Нойштадт. Заметное событие в жизни академии произошло в 1938 году: после провозглашения аншлюса генерал-майор Рудольф Товарек (комендант академии с 1934 года) отказался впустить части вермахта на территорию академии, приказал караулу примкнуть штыки и удерживал вход в замок несколько дней. За свои действия он был отправлен в отставку с правом ношения формы.
С 10 ноября 1938 года по 22 августа 1939 года академию возглавлял полковник Эрвин Роммель. При нём академия была преобразована в сержантскую школу вермахта.
В конце войны одним из инструкторов академии служил Рудольф Кирхшлегер, будущий федеральный президент Австрии. 1 апреля 1945 года подразделение фанен-юнкеров, которым он командовал, вступило в бой с советскими войсками. В бою, длившемся меньше часа, около 200 кадетов погибли и более сотни было ранено. Сам Кирхшлегер был тяжело ранен в ногу.
После воссоздания австрийской армии в 1955 году академия была вновь открыта в Энсе. Она пробыла там до 1958 года, когда было закончено восстановление замка в Винер-Нойштадте, поврежденного во время войны.

## Академия сегодня
В настоящий момент начальником академии является генерал-майор Карл Пронхагл. С 1997 года в академии преподаются предметы высшей школы, которые могут изучать штатские лица. В 2003 году академию впервые окончили четыре женщины. В общей сложности с момента первого послевоенного выпуска 1959 года академию окончили 3576 офицеров.
Существуют две студенческих корпорации выпускников Термилак: Австрийская католическая академическая корпорация «Терезиана» (Ö.k.a.V. THERESIANA) и Академическая застольная компания «Викинг» (Akad. TR! WIKING). Выпускники академии также могут вступить в студенческую корпорацию «Старый Нойштадт».

### Условия приема
В академию можно поступить после получения аттестата о среднем образовании, предварительно успешно окончив подготовительные курсы, которые длятся с января по июль. Слушатели данных курсов имеют права вольноопределяющихся. В академию зачисляются 99 человек, успешнее других сдавшие экзамены и наиболее пригодные к военному делу по командным качествам и психическому и физическому состоянию.

### Программа обучения
Трехлетняя интенсивная программа обучения рассчитана на получение степени бакалавра военных наук и повышение психической устойчивости и физической подготовки. После сдачи выпускных экзаменов выпускник направляется в войска в чине лейтенанта.

## Известные выпускники
- Карл Айбль
- Фриц Айзенштадт (он же Шалом Эшет)[2]
- Максимилиан де Ангелис
- Гуго Мартини фон Маластув
- Мориц Ауффенберг
- Людвиг фон Бенедек
- Эдуард фон Бём-Эрмоли
- Вильгельм Франц Габсбург-Лотарингский
- Гордон Голлоб
- Виктор Данкль
- Ион Драгалина
- Евгений Австрийский
- Иосиф Фердинанд Тосканский
- Антон фон Калик
- Георг фон Кес
- Франц Конрад фон Гётцендорф
- Эрвин фон Лахузен
- Александер Лёр
- Милан Нералич
- Юлиус Пайер
- Петар Прерадович
- Лотар Рендулич
- Ференц Салаши
- Стефан Саркотич
- Карл Соколл
- Фердинанд Карл Йозеф Австрийский-Эсте
- Август фон Флигели
- Зигмунд Фридман (он же Эйтан Ависар)[2]

## Разное
С 1959 года выпускникам академии вручается печатка с надписью «AEIOU».
На территории академии находится кафедральный собор святого Георгия военного ординариата Австрии.